# Flughafen Nantes

i7
i11
i13
Der Flughafen Nantes Atlantique (IATA-Code: NTE, ICAO-Code: LFRS) liegt bei der Kleinstadt Bouguenais im französischen Département Loire-Atlantique, rund zehn Kilometer südwestlich der Stadt Nantes. Der Flughafen wird betrieben von der IHK Nantes.

## Geschichte
Der Flughafen geht zurück auf einen 1928 eröffneten Militärflugplatz.
Im Zweiten Weltkrieg besetzte ihn die deutsche Luftwaffe.
Die folgende Tabelle zeigt eine Auflistung ausgesuchter fliegender aktiver Einheiten (ohne Schul- und Ergänzungsverbände) der Luftwaffe der Wehrmacht die hier zwischen 1940 und 1944 stationiert waren.
| Von           | Bis         | Einheit                                                     | Ausrüstung        |
| ------------- | ----------- | ----------------------------------------------------------- | ----------------- |
| Dezember 1940 | Juli 1941   | Stab, I./KG 28 (Stab und I. Gruppe des Kampfgeschwaders 28) | Heinkel He 111    |
| November 1941 | April 1942  | III./KG 55                                                  | Heinkel He 111H-6 |
| Mai 1942      | Mai 1942    | III./KG 77                                                  | Junkers Ju 88A-4  |
| August 1942   | August 1942 | 13./KG 40 (13. Staffel des Kampfgeschwaders 40)             |                   |

Später, zwischen Mitte Mai und Juli 1944 flogen die Ju 290A der 4. Staffel der Fernaufklärungsgruppe 5 (4./FAGr. 5) von Nantes. Daneben lagen hier für einige Tage Mitte Juni 1944 die Ju 88C von Stab, I. und II. Gruppe des Zerstörergeschwaders 1 (S., I. und II./ZG 1).
Seit 1951 dient der Flughafen zivilen bzw. kommerziellen Zwecken. Im Jahr 1988 erreichte die jährliche Passagierzahl 1 Million, 2018 waren es etwa 6,2 Millionen.

## Passagierzahlen
Die Passagierzahlen sind von 1993 bis 2019 ständig gestiegen, dann erfolgte ein pandemiebedingter Rückgang: 
- 1993: 1.001.351
- 1994: 1.124.569
- 1995: 1.240.000
- 1996: 1.398.000
- 1997: 1.452.000
- 1998: 1.663.000
- 1999: 1.840.796
- 2005: 2.154.400
- 2006: 2.423.700
- 2007: 2.596.580
- 2008: 2.731.563
- 2009: 2.650.593
- 2010: 3.031.556
- 2011: 3.246.226
- 2012: 3.631.693
- 2013: 3.930.849
- 2014: 4.147.284
- 2015: 4.393.000
- 2016: 4.778.000
- 2017: 5.489.087
- 2018: 6.199.181
- 2019: 7.225.390
- 2020: 2.321.973
- 2021: 3.286.283
- 2022: 5.791.526
- 2023: 6.522.769
- 2024: 7.000.403

Um den gestiegenen Passagierzahlen und der Bedeutung des Flughafens für die Region Rechnung zu tragen, war 20 km nordwestlich von Nantes das Neubauprojekt Projet d’aéroport du Grand Ouest in Planung. Im Januar 2018 wurde bekannt, dass die Pläne für einen Neubau nach Protesten nicht weiter verfolgt würden.

## Zwischenfälle
- Am 24. Januar 1956 stürzte eine Douglas DC-3/C-47A-15-DL der Air France (Luftfahrzeugkennzeichen F-BAXT) während eines Trainingsfluges auf eine Eisenbahnlinie nahe dem Flughafen Nantes. Das Flugzeug wurde zerstört. Alle fünf Besatzungsmitglieder, die einzigen Insassen, überlebten den Unfall.[4]

- Am 24. Juli 1974 streifte eine Fokker F-27 (F-BPUI) der Air France im Anflug auf den Flughafen Nantes Hochspannungsleitungen und stürzte zu Boden, wobei alle drei Menschen an Bord bestehend aus der Besatzung ums Leben kamen (siehe auch Flugunfall der Air France bei Héric).[5]

- Am 2. Juli 1975 kam es an einer Beech 99 der französischen Touraine Air Transport (TAT) (F-BTQE) beim Start vom Flughafen Nantes zu einem Ausfall und Brand des Triebwerks Nr. 2 (rechts). Beim Versuch der Rückkehr stürzte die Maschine auf eine Eisenbahnlinie. Alle 8 Insassen, darunter die beiden Piloten und sechs Passagiere, kamen bei diesem Unfall ums Leben  (siehe auch Flugunfall der Touraine Air Transport in Nantes).[6]